# Inside (album van Eloy)
Inside is het tweede studioalbum van de Duitse muziekgroep Eloy. Het album is opgenomen in de Studio Windrose in Hamburg. Het liet voor het eerst de karakteristieke Eloy-klank horen: vrij bombastische zang, gitaar en toetsen.
Het eerste album met hardrock was geflopt en Eloy moest het over een andere boeg gooien. Voorts zat de band in de problemen. Hun nieuwe platenlabel Harvest Records zat op een album te wachten, maar leider van de band Frank Bornemann zat zonder basismusici. De zanger van het eerste album Erich Schriever had te kennen gegeven geen zangersloopbaan te ambiëren en slagwerker Helmut Draht kon door een verkeersongeluk de stokken niet meer hanteren. Bornemann nam zelf bevend de microfoon over, voor het slagwerk werd Fritz Randow aangetrokken. Bornemann had zelf twijfels over een zangerscarrière, maar tijdens concerten bleek de combinatie zanger/gitarist beter aan te slaan dan een zanger en gitarist. Bornemann zong echter de Engelstalige teksten met een zwaar Duits accent, men sprak van “dengels”; het bleek jarenlang de charme van de groep.De band hield voorts alles in eigen hand; er werd geen extra producer aangetrokken, ze waren bevreesd dat dat iemand zou worden uit het schlagercircuit. De lengte van de composities is ook ineens toegenomen, destijds mode binnen de progressieve rock.  Het album werd net als opvolger Floating ook in de Verenigde Staten uitgebracht, hetgeen hun uiteindelijk Miles Copeland als manager opleverde.
In juni 1989 volgde de eerste compact disc-uitgave; die zeer sober werd gehouden, behalve de tracktitels werd niets vermeld. In 2000 volgde een verbeterde heruitgave.

## Musici
- Frank Bornemann — gitaar, zang, percussie
- Fritz Randow — slagwerk, akoestische gitaar, percussie, dwarsfluit;
- Wolfgang Stocker — basgitaar
- Manfred Wieczorke — orgel, gitaar, zang, percussie

## Tracklist
| Nr. | Titel           | Duur  |
| --- | --------------- | ----- |
| 1.  | Land of no body | 17:14 |

| Nr. | Titel       | Duur |
| --- | ----------- | ---- |
| 1.  | Inside      | 6:35 |
| 2.  | Future city | 5:35 |
| 3.  | Up and down | 8:23 |

| Nr. | Titel       | Duur |
| --- | ----------- | ---- |
| 5.  | Daybreak    | 3:40 |
| 6.  | On the road | 2:31 |